# Buescher Band Instrument Company
Pour les articles homonymes, voir Buescher.
La Buescher Band Instrument Company était un fabricant d'instruments de musique installé à Elkhart, dans l'Indiana, de 1894 à 1963.  La société a été rachetée par H&A Selmer Company en 1963. Selmer (USA) a retiré la marque Buescher en 1983.
L'entreprise a été fondée par Ferdinand August "Gus" Buescher (né à Elk Township, comté de Noble (Ohio) le 26 avril 1861 ; décédé à Elkhart, Indiana le 29 novembre 1937). Il accompagne sa famille à Goshen, dans l'Indiana puis à Elkhart en 1875. En 1876, il trouve un emploi dans la toute jeune usine d'instruments de musique de C.G. Conn. En 1888, il est promu contremaître. Après avoir vu un modèle de saxophone Adolphe Sax en possession de E.A. Lefebre en 1888, il produisit le premier prototype de saxophone de Conn. En 1890, alors qu'il est toujours employé par Conn, il commence à produire des emblèmes d'orchestre à la maison et met en place son propre atelier. À l'automne 1893, il ouvre la Buescher Manufacturing Company au 1119 N. Main Street, qui fabrique des instruments de musique et d'autres produits métalliques, en partenariat avec John L. Collins, un marchand de vêtements et Harry L. Young, un vendeur. En 1894, son entreprise se lance dans la production de saxophones, devenant le principal concurrent de Conn au cours des deux décennies suivantes.  En mars 1901, il fit breveter un cornet dont les pistons étaient de longueurs inégales.  True Tone devint le nom de marque des instruments d'orchestre fabriqués par la Buescher Manufacturing Company.
En 1903, un incendie désastreux s'est déclaré dans l'usine de Buescher. En 1904, l'entreprise est réorganisée et rebaptisée Buescher Band Instrument Company, ce qui témoigne de son orientation exclusive vers la production d'instruments d'orchestre. En 1916, Buescher vend une part importante de son entreprise à six hommes d'affaires, dont Andrew Hubble Beardsley. Buescher reste président jusqu'en 1919, date à laquelle Beardsley reprend ce titre. Buescher est vice-président et directeur général de l'entreprise jusqu'au 21 janvier 1929, date à laquelle il démissionne de ces fonctions, tout en restant dans l'entreprise en tant qu'ingénieur-conseil.  En 1926, la Buescher Band Instrument Company fut associée à la Elkhart Band Instrument Company (certains prétendent que Buescher fut rachetée par Elkhart Band Instrument), une société fondée deux ans auparavant par Beardsley et dont le secrétaire-trésorier était Carl Greenleaf. La marque "Elkhart" fut conservée par Buescher pour ses instruments de seconde ligne après la dissolution de la société à la mort de Beardsley en 1936.

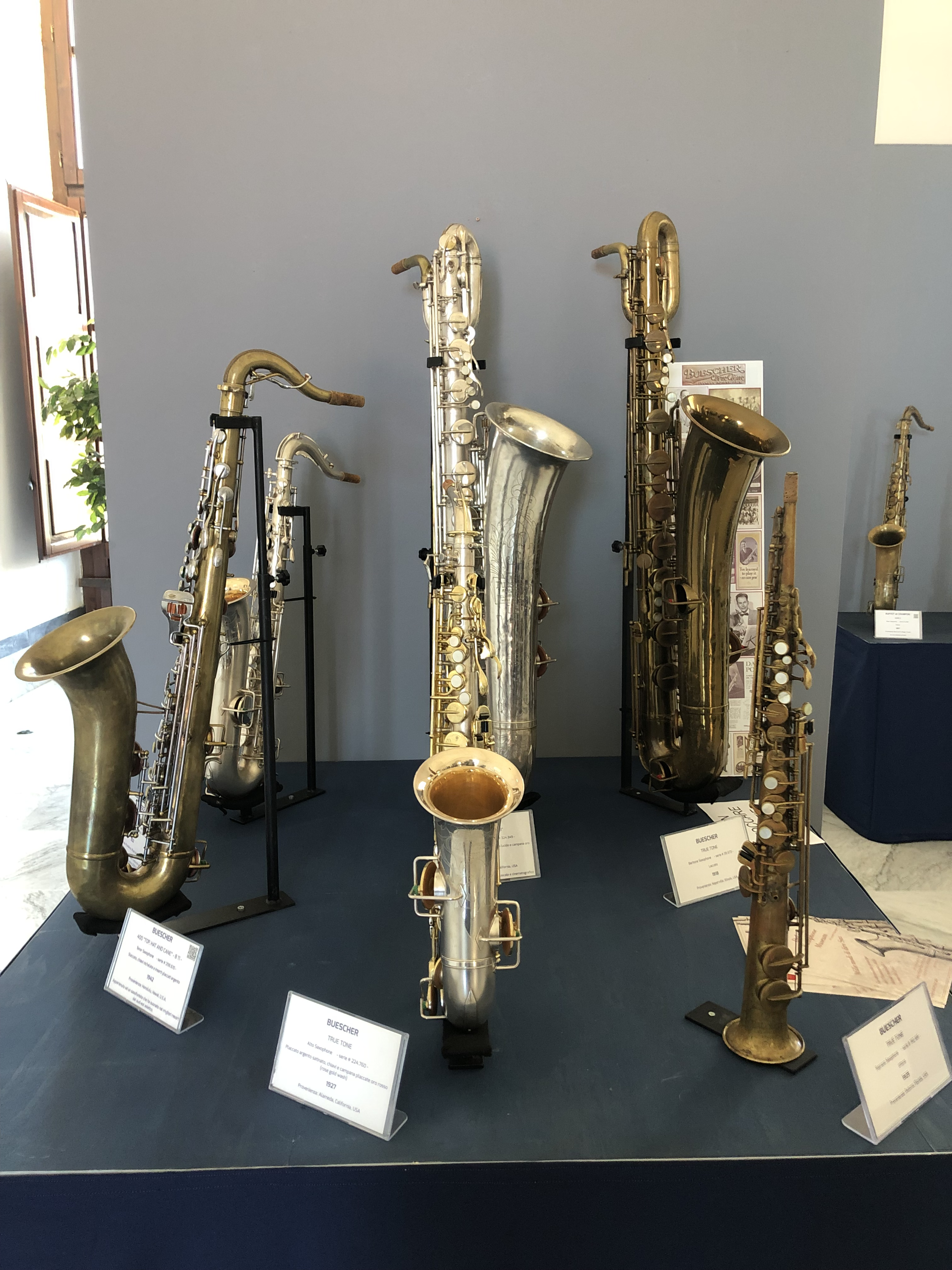
Saxophones Buescher exposés au musée du saxophone, en Italie.

Bien que Buescher ait fabriqué de nombreux types d'instruments en cuivre, l'entreprise était surtout connue pour ses saxophones, qui rivalisaient avec les instruments fabriqués par Conn et Martin (en). Les saxophones Buescher se distinguent par leurs tampons à encliqueter, brevetés par Buescher en 1921, et par les ressorts Norton plaqués or à visser, introduits à la fin de l'année 1931. Au cours des années 1920, Buescher a également fabriqué un petit nombre de saxophones soprano à pavillon basculant, alto droit et ténor droit. Buescher est resté fidèle au concept d'Adolphe Sax pour la sonorité et le timbre du saxophone jusqu'au début des années 1930, gagnant les faveurs du saxophoniste classique Sigurd Rascher et de ceux qui ont été influencés par lui. Buescher a adapté son concept sonore aux sons plus grands et plus audacieux privilégiés par les orchestres de danse et les musiciens de jazz, en modifiant son modèle Aristocrat et en lançant le modèle 400 "Top Hat & Cane" en 1940. Les modèles Aristocrat et 400 sont restés populaires auprès des musiciens professionnels jusqu'au début des années 1950, jusqu'à ce que les instruments dotés d'un clétage plus moderne gagnent en popularité et que les changements apportés à la gamme de produits Buescher soient accueillis froidement. À la fin des années 1950, la production de saxophones professionnels de Buescher ne représentait plus qu'une petite fraction de ce qu'elle était au début de la décennie. La présence de Buescher sur le marché des saxophones professionnels a pris fin lorsqu'il a été racheté par la H&A Selmer Company en 1963, bien qu'un modèle nominal "Buescher 400" ait continué à être produit jusqu'au milieu des années 1970.
Buescher est devenu le principal fournisseur de saxophones pour étudiants de la société H&A Selmer, produisant la grande majorité de ces instruments commercialisés sous la marque "Bundy" de Selmer. La gamme Elkhart a été maintenue jusqu'en 1959, suivie par la gamme Aristocrat de Buescher, de qualité inférieure, pour le marché des étudiants. Après la vente de Buescher à Selmer, cette dernière a autorisé l'utilisation de la marque Buescher pour les produits vendus dans le cadre du réseau de distribution établi par Buescher. Au cours des années 1970, la position sur le marché du modèle Buescher Aristocrat/Selmer Bundy a décliné sous la concurrence des instruments d'étude de Yamaha, plus modernes et produits de manière plus efficace.
La marque Buescher a été retirée par Selmer en 1983. Après la création de la société Conn-Selmer en 2003, celle-ci a brièvement tenté de relancer la marque Buescher pour commercialiser des saxophones fabriqués en Asie.
La société Buescher a également produit quelques flûtes et clarinettes entre 1910 et 1920, la Saxonette (en) (également connue sous le nom de "clariphon" et de "claribel"), une clarinette avec un baril métallique incurvé et un pavillon métallique incurvé accordé en la, si, do ou mi. Ils étaient produits en système Albert, et plus tard en système Boehm. Gretsch et Supertone étaient des "clones" de la Saxonette de Buescher.

## Modèles d'instruments

### Cors d'harmonie
- Cor simple
- Cor double (modèle 400)

### Clarinettes
- Buescher logo ovale HR, clarinettes en bois et en métal en systèmes Albert et Boehm
- Buescher True Tone  (possiblement stencils Penzel Mueller)
- Buescher 400  (époque Selmer)
- clarinette en si bémol Buescher "Aristocrat" (époque Selmer)

Buescher a également vendu des clarinettes spéciales, comme la clarinette contralto.
Note : Ces photos peuvent ou non représenter une clarinette fabriquée par la Buescher Band Instrument Company. 

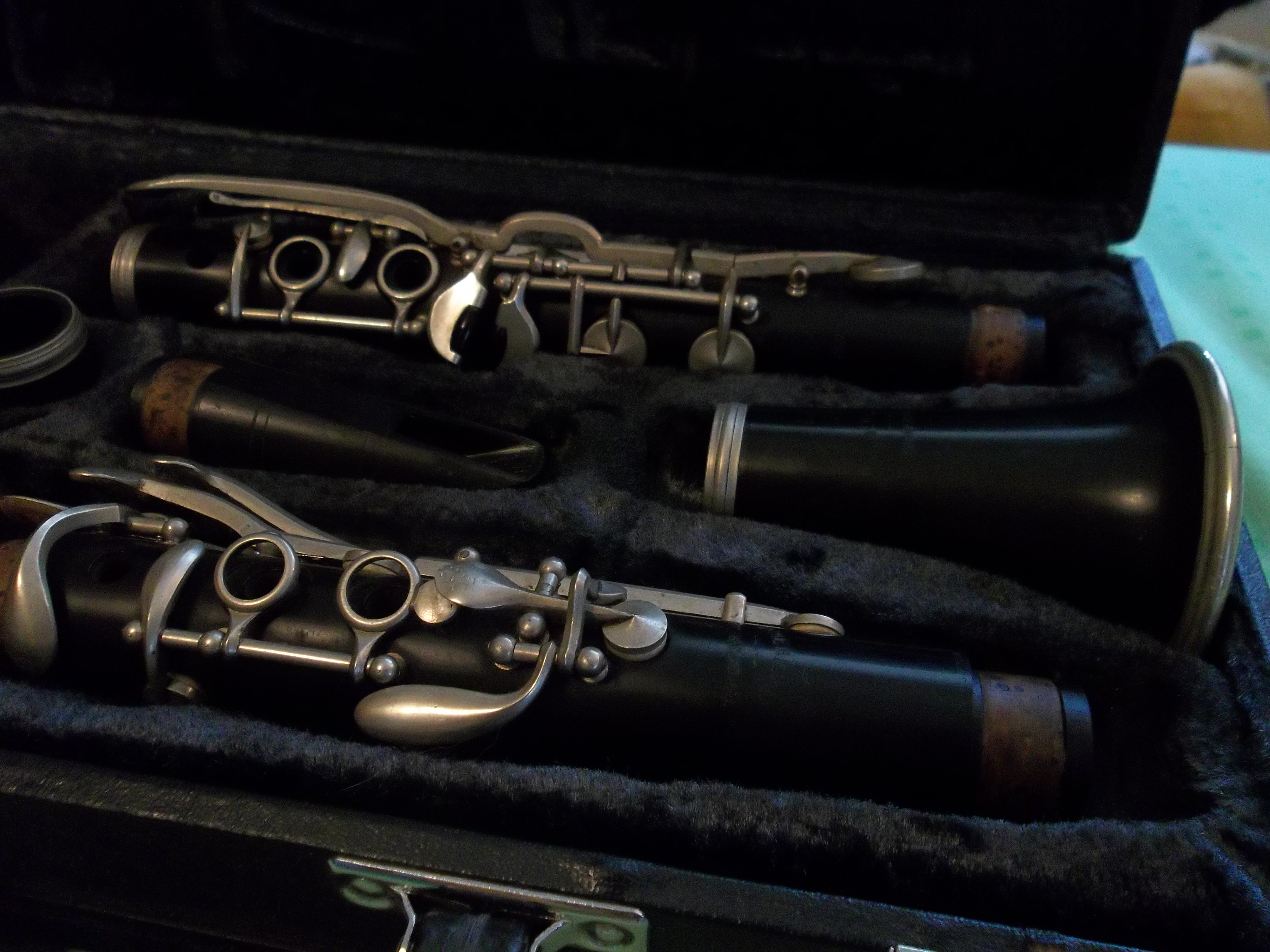
Il s'agit d'une clarinette système Albert à 14 clés de la marque "American Professional" qui aurait été vendue par Buescher entre 1910 et 1920.
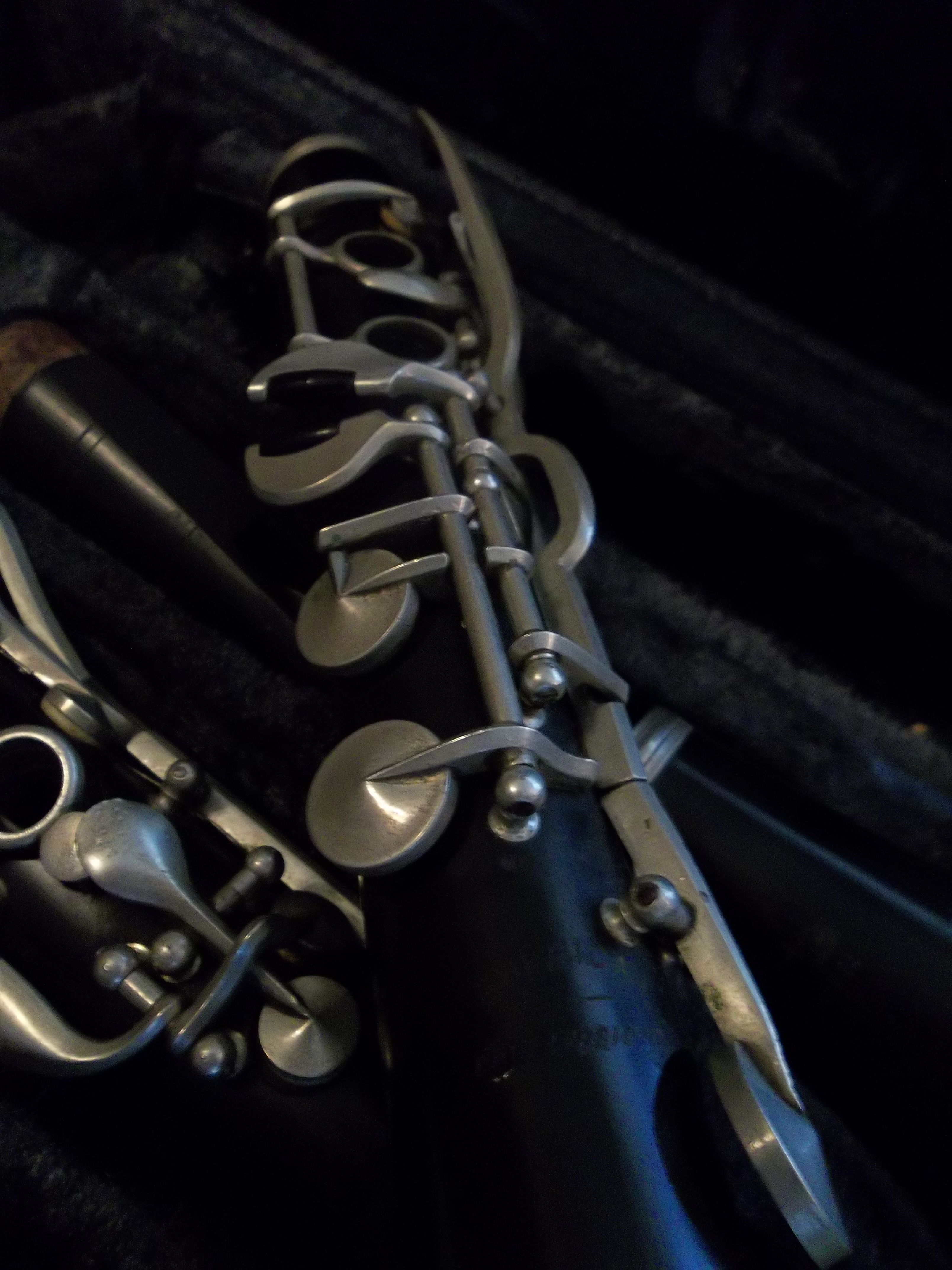
Voici le corps inférieur de la clarinette "American Professional". Remarquez qu'il n'y a que 2 clés inférieures alors qu'il y en a 4 dans le système Boehm. Il n'y a également que 2 clés latérales supérieures alors qu'il y en a 3 dans la clarinette si♭ moderne.
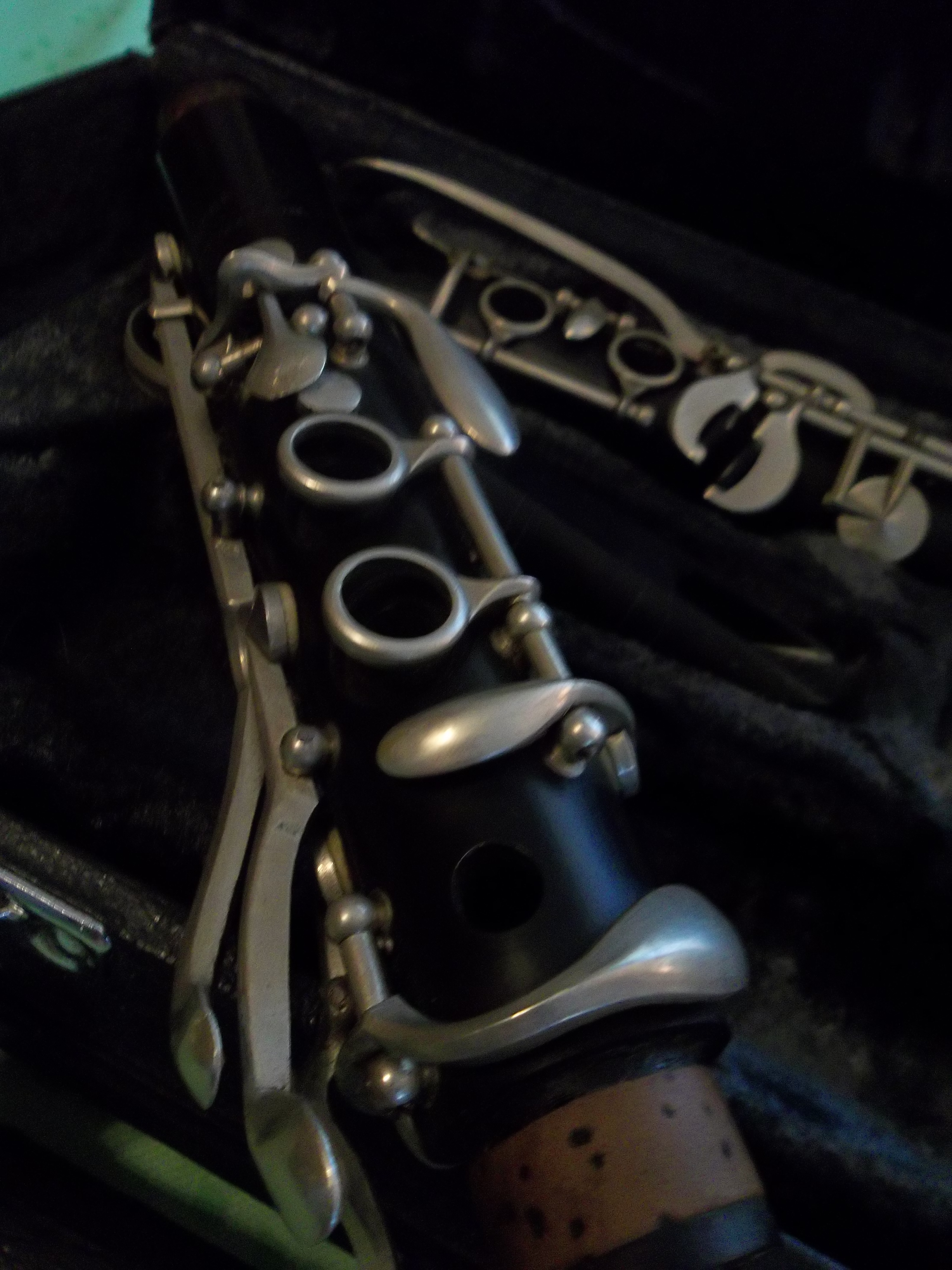
Voici le corps supérieur de la clarinette professionnelle américaine (système Albert). Remarquez également qu'il n'y a que 3 clés latérales alors qu'il y en a généralement 4 dans la clarinette si♭ moderne du système Boehm.
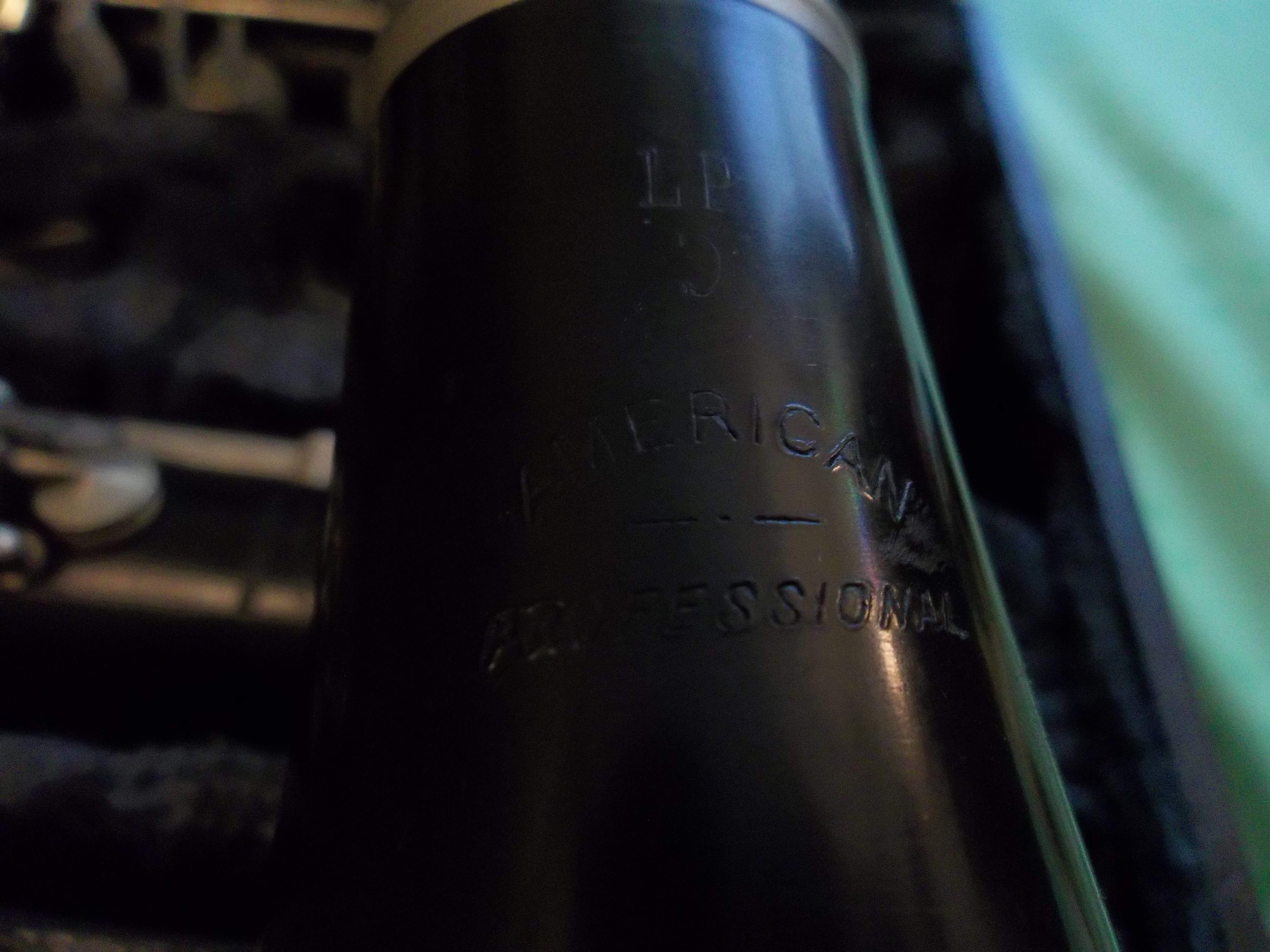
Voici un gros plan de l'emblème "American Professional" gravé sur le pavillon. Si vous regardez juste au-dessus de l'inscription "American Professional", il y a un "C" à l'envers et les lettres "LP". Cela signifie que cette clarinette est une clarinette "Low Pitched"  dans la tonalité en "do". En d'autres termes, il s'agit d'une clarinette en do fabriquée selon le diapason la3=440 Hz qui est devenu depuis la norme pour tous les instruments occidentaux.
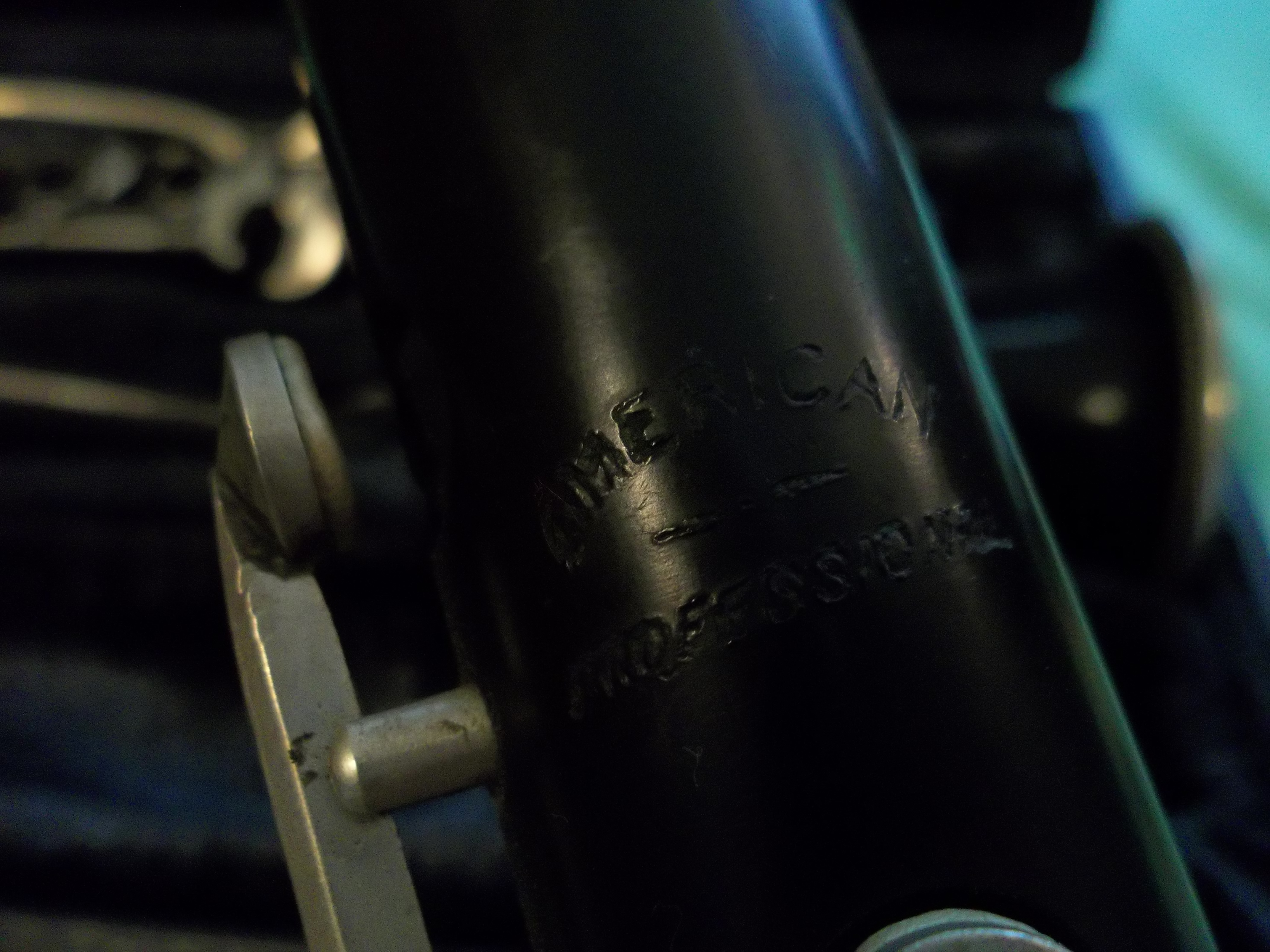
Voici un autre gros plan de l'emblème "American Professional" situé sur la partie supérieure de la clarinette, juste en dessous du baril.

L'emblème gravé sur cette clarinette indique que la marque est "American Professional". Le lien ci-dessous indique que Buescher était le détaillant des instruments "American Professional".

### Trompettes
- Buescher Bb Truetone (Professional), Il existait une grande variété de modèles Truetone, dont beaucoup étaient fabriquées sur mesure pour les musiciens professionnels. Louis Armstrong a enregistré avec une trompette Buescher Truetone 10-22R à la fin des années 1920.

L'Aristocrat était une trompette professionnelle Truetone avant le rachat de Selmer et est devenue une trompette d'étudiant après 1963. Il s'agissait d'un modèle inférieur à la Truetone.
Après les trompettes Truetone traditionnelles, il y a eu les Buescher 400 Truetone. Ces trompettes ont une sonorité plus moderne et conviennent bien aux big bands de jazz. Il y avait trois modèles: laiton avec nickel, plaqué en argent, et plaqué en argent avec pavillon en argent sterling appelé Super 400.

### Trombones
- Buescher Grand (argenté avec gravure de pavillon dorée)
- Buescher 400 (les premiers modèles avaient des renforts inclinés sur la section du pavillon et des tubes coulissants décalés, le tube coulissant supérieur étant à peu près 2" derrière le tube inférieur. Les modèles plus récents avaient des renforts droits).500 bore

### Tubas
- Buescher argenté de style militaire à trois soupapes en si bémol
- Buescher tuba droit à trois valves en mi bémol, plaqué argent, avec embouchure à petite tige.
- Buescherphones (nom commercial pour les sousaphones)

### Flûtes
- Buescher 400
- Buescher spécial 2000

### Saxophones
- Premiers modèles (1894-1931) : modèles évolutifs et parfois produits simultanément sans noms de modèles distincts ; True Tone marque déposée (pas modèle d'instrument) adoptée pour les instruments produits par la Buescher Manufacturing Company à une date inconnue avant 1904 ; "True Tone, The Buescher Mfg. Co.., Elkhart, Ind." avec le logo "bell/tuning fork" gravé sur le pavillon sur les versions antérieures à 1904, "The Buescher, Elkhart Ind. " gravé sur le pavillon et le logo " True Tone " estampillé à l'arrière du tube du corps sur les versions postérieures à 1904 ; tous ont des clés à pavillon divisé ; les premières versions ont des clés à double octave, des boutons de clés et des rouleaux en métal, des trous de tonalité soudés, une action directe de la clé sol  ; une seule clé d'octave, des rouleaux noirs en caoutchouc dur introduits vers 1905 ; des trous de tonalité dessinés et des boutons de clé en nacre introduits vers 1916 ; la production simultanée de clés dessinées et de boutons de tonalité en nacre est introduite vers 1916 ; le logo " True Tone " est gravé sur le pavillon. 1916 ; production simultanée de types d'ouvertures de timbre dessinées et soudées jusqu'au début des années 1920 ( ?); certains exemplaires datant d'environ 1920 auraient des tubes de corps à section elliptique (expérimental ?); action de la clé sol  liée au fa, tampons encliquetables introduits au début des années 1920 ; la clé de fa avant est introduite en 1924 et standard en 1926 ; groupe de 4 rouleaux à gauche introduit en 1926 ; quelques altos et ténors droits, sopranos à pavillon basculant produits dans les années 1920 ; utilisés par Sigurd Rascher 1930-1932
- New Aristocrat (1931-1934) : alto et ténor uniquement ; introduction de ressorts Norton vissés et plaqués or ; élargissement du cluster gauche ; introduction d'options pour le bocal ; clés à pavillon fendu, rouleaux noirs, gravure " The New Aristocrat " ; utilisé par Sigurd Rascher et brièvement par Charlie Parker.

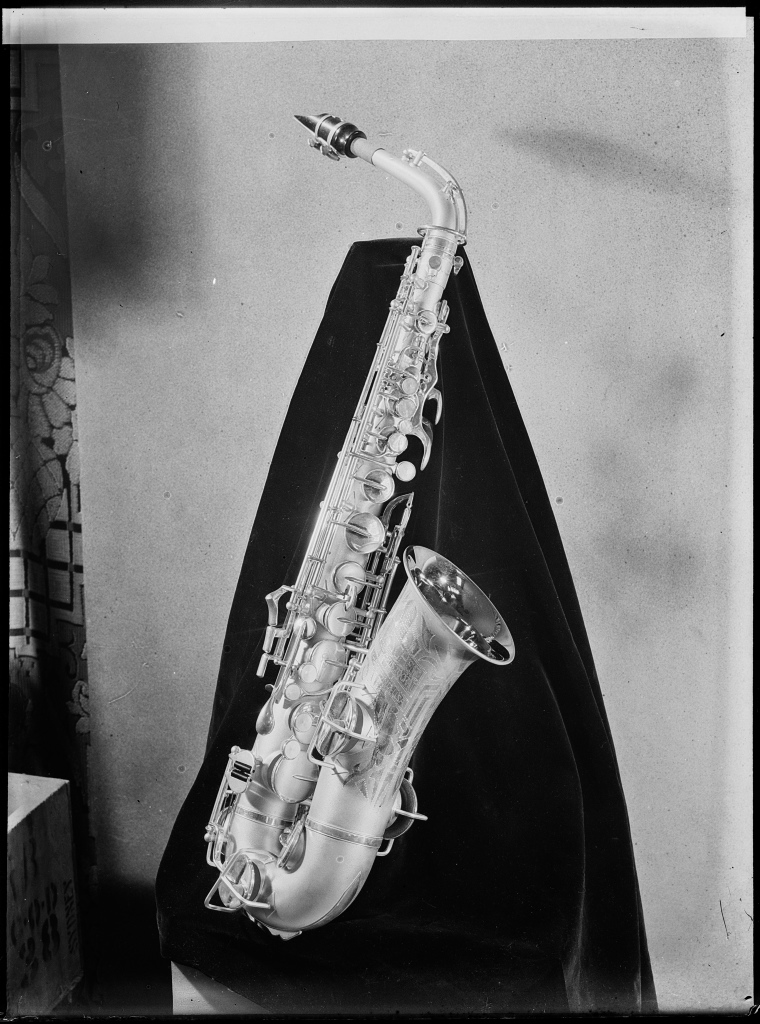
Saxophone alto Aristocrat

- Saxophone alto AristocratAristocrat (1934-1940) :  Gravure "The Buescher Aristocrat" avec un design art-déco ; les clés de pavillon gauches remplacent les clés de pavillon fendues ; le modèle précédent de baryton a continué jusqu'en 1936 avec une nouvelle gravure ; mot-symbole "Buescher"  estampillé sur la clé sol  élargie ; rouleaux jaunes ou havane ; appelé "série I" par saxpics.com ; utilisé par Bud Freeman, Earle Warren, Ike Quebec, Elliot Riley.
- Modèles Elkhart (1936-1959) : nom de marque conservé par Buescher après la dissolution de la Elkhart Band Instrument Company ; les modèles pour étudiants ont également été commercialisés sous diverses marques de marchands "stencil" et finalement sous le nom de "Selmer Bundy"
- Modèles Aristocrat 140 alto, 156 ténor, 129 baryton (1940-1955) : les protège-clefs en " I " remplacent les protège-clefs en fil rond (alto et ténor) ; le bocal et la perce ont été modifiés ; gravure " The Buescher Aristocrat " ; clé de trille en sol droit et grand logo " B " gravé jusqu'en 1950 ; les instruments avec logo " B " et touche de trille sont appelés " série II " et sans logo " série III " par saxpics.com ; utilisés par Johnny Hodges et Al Sears de l'orchestre de Duke Ellington.
- S80 baryton (1955-63) : clétages nickelés, clés de pavillon orientées vers l'arrière à droite ; commercialisé sous les noms de Buescher "Aristocrat" (1955-1959), Buescher "400" (1960-1963), et "Selmer Bundy".
- Modèles Aristocrat 141 alto, 157 ténor (1955-1959) : Gravure "The Buescher Aristocrat" ; clés nickelées ; clés de pavillon orientées vers l'arrière à droite ; appelé "série IV" par saxpics.com
- Modèles Aristocrat' S33 alto, S40 ténor (1960-63) : clés de pavillon à gauche, protections de clés en fil rond, mécanismes de cluster gauche simplifiés, gravure simplifiée ; le cachet "Buescher" remplace le mot-symbole sur la clé sol  ; clés nickelées ; modèle étudiant également commercialisé sous le nom de "Selmer Bundy" ; désigné comme "série V" par saxpics. com ; les saxophones d'étude de type "Olds Parisian" construits par Pierret ont également été commercialisés sous le nom de stencils "Buescher Aristocrat" pendant la période de la "série V".
- Altos et ténors de la série 400 (1940-1963) : tous ont un pavillon extra-large, des clés de pavillon à l'arrière droit du tube de pavillon, un clétage à montant élevé, des tiges et des tubes de charnière nickelés, le mot-symbole "Buescher 400" estampillé sur la clé sol .
- Modèles 400 B7 alto, B11 ténor (1940-1958) : anneau d'évasement du pavillon en argent ; clés avec finition du corps (laque, argent ou or) ; clé d'octave du bocal à pivot inférieur ; clé latérale B♭ en deux parties ; roulettes brunes ; "Buescher 400" en écriture argentée soudée au pavillon ; logo chapeau haut-de-forme et canne gravé sur le pavillon.
- Modèles 400 S1 alto, S20 ténor (1958( ?)-1963) : anneau de pavillon et clés nickelés ; finition laquée uniquement ; clé d'octave du bocal à pivot inférieur ; clé latérale de si♭ en deux parties ; "The Buescher 400," top hat & cane logo gravé sur le pavillon jusqu'en 1959 ; "Buescher Super 400" sans top hat & cane logo gravé sur le pavillon, rouleaux jaunes 1960-1963.
- Modèles 400 S5 alto, S25 ténor (1960-1963) : pas d'anneau d'évasement du pavillon ; clés nickelées ; finition laquée seulement ; clé d'octave du bocal à pivot supérieur ; clé latérale de si♭ d'une seule pièce ; roulettes jaunes ; "Buescher 400" gravé sur le pavillon.
- Selmer "Buescher 400" (1963-ca. 1977) : modèles non professionnels alto, ténor et baryton avec grand pavillon, sans anneau d'évasement ; clés nickelées ; clés de pavillon à gauche pour les altos et ténors, à droite pour les barytons ; clé d'octave sur le bocal à pivot supérieur (quelques premiers exemplaires à pivot inférieur) ; clé de si♭ latérale d'une seule pièce ; rouleaux blancs ou jaunes ; "Buescher 400" gravé sur le pavillon ; cachet "Buescher" en lettres capitales (pas de "400") sur la clé de sol ; également commercialisé en tant que modèle intermédiaire "Selmer Signet" ; soprano Modèle 6 de Yanagisawa commercialisé sous le nom de "Buescher 400" pendant une certaine période entre 1968 et 1977 ; la ligne "Buescher 400" a été abandonnée vers 1977.
- Selmer "Buescher Aristocrat" (1963-vers 1983) : modèle étudiant identique au Selmer Bundy à l'exception de la gravure de la marque ; quelques exemples avec le logo ovale et le lettrage peints, des expériences peu judicieuses avec des tampons et d'autres détails à partir de la fin des années 1970 ; passage au modèle Aristocrat 200/Bundy II avec des clés de pavillon du côté droit en 1979 ; la ligne "Buescher Aristocrat" a été arrêtée vers 1983.
- Stencils "Buescher" de Conn-Selmer (milieu des années 2000) : La marque "Buescher" a été brièvement relancée par la société Conn-Selmer pour commercialiser des saxophones fabriqués en Asie ; la raison d'être de la marque "Buescher" est inconnue.

### Bassons
- Numéro de modèle 3294
- Numéro de modèle 69

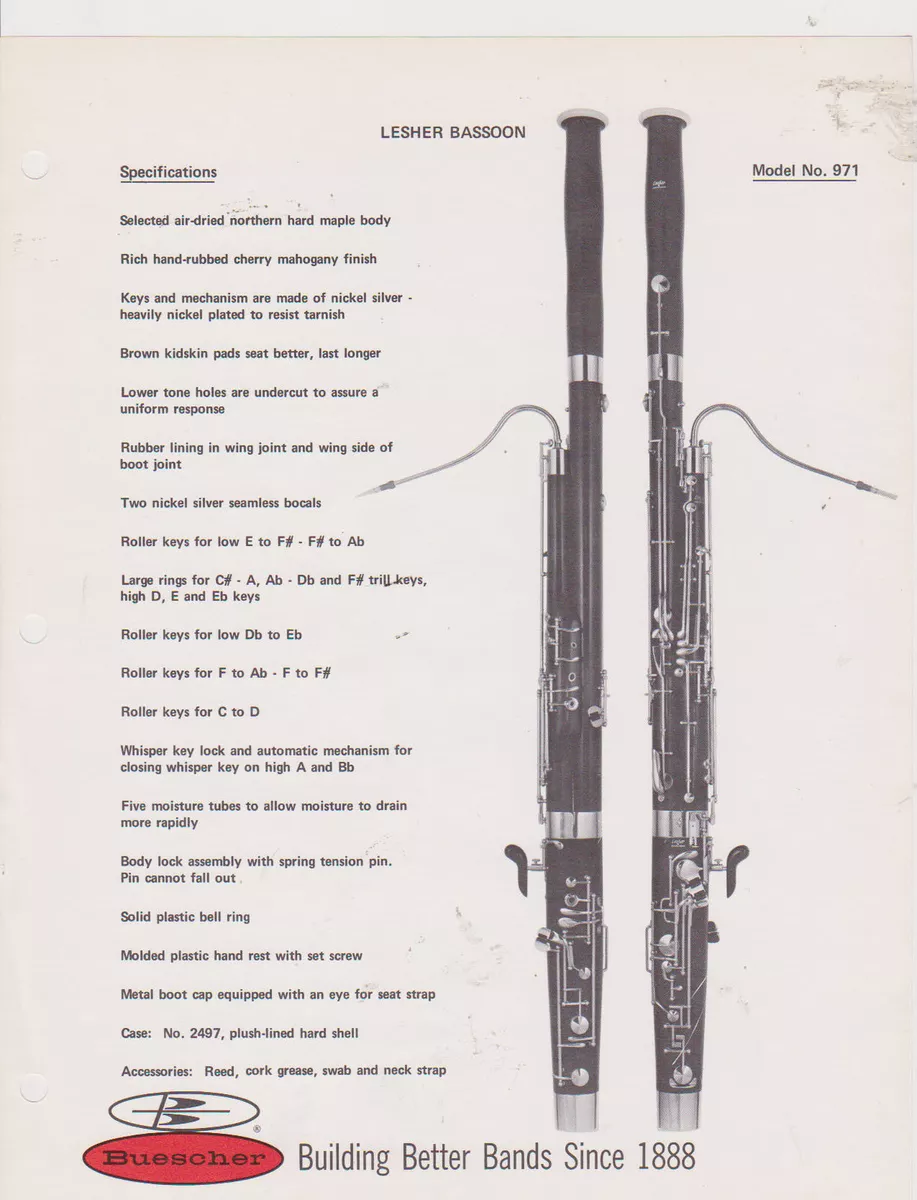
Basson Buescher modèle 971 (fabrication Lesher)
, ca.1970.

- Numéro de modèle 971 (basson Lesher)

### Tubas baryton
- Gravure Aristocrat, valves True Tone.

## Sources
- New Grove Music Dictionary ("Buescher")
- McMakin, Dean "Musical Instrument Manufacturing in Elkhart, Indiana" (tapuscrit non publié, 1987, disponible à la bibliothèque publique d'Elkhart)
- The Elkhart Truth, 29 novembre 1937, nécrologie de Ferdinand August Buescher.
- Annuaires de la ville d'Elkhart (disponibles à la bibliothèque publique d'Elkhart)